# Семейка Джонсов
«Семейка Джонсов» (англ. The Joneses) — американская комедийная драма 2009 года с Дэвидом Духовны и Деми Мур в главных ролях. Премьера фильма состоялась 13 сентября 2009 года на кинофестивале в Торонто. Позднее прокатчик «Roadside Attractions» приобрёл права на показ фильма в кинотеатрах США. Ограниченный прокат начался 16 апреля 2010 года, продажи DVD и Blu-Ray с фильмом стартовали 10 августа того же года.

## Сюжет
В элитный американский городок приезжает с виду благополучная семья из четырёх человек. Однако это семейство является командой, осуществляющей скрытую рекламу предметов роскоши. «Отец семейства», неудавшийся гольфист Стив, впервые участвует в подобной кампании. Сначала показатели его работы серьёзно уступают результатам других «родственников». Влюбившись в помешанную на работе «жену» Кейт, Стив вскоре поднимает свои показатели до небывалых высот. Но проблемы начинаются у «детей», нимфоманки Дженн и гея Мика. Стив намеревается разобраться с неприятностями «семьи», но его сосед, Ларри, поддавшись на рекламу, проматывает все деньги и кончает жизнь самоубийством. Потрясённый Стив рассказывает горожанам правду о «семье», которая без него уезжает в новый город и получает нового «отца». Стив едет туда за любимой.

## В ролях
- Дэвид Духовны — Стив Джонс
- Деми Мур — Кейт Джонс
- Эмбер Хёрд — Дженн Джонс
- Бен Холлингсворт — Мик Джонс
- Гэри Коул — Ларри Симондс
- Гленн Хидли — Саммер Симондс
- Лорен Хаттон — Кей Си, босс Джонсонов
- Крис Уильямс — Билли, владелец салона
- Кристин Евангелиста — Наоми Мэдсен
- Роберт Пралго — Алекс Байер
- Тиффани Морган — Мелани Байер

## Реакция
Фильм получил смешанные оценки с преобладанием позитивных. На сайте «Rotten Tomatoes» рейтинг фильма составляет 62 %, на основе 126 рецензий, со средней оценкой 6,2 из 10.
Пользователи Internet Movie Database оценивают фильм в среднем на 6,6 балла.